# Gustav Stühmer
Gustav Stühmer (Oldenburg, 1914. április 8. – Narva, 1944. február 16.) német katona. A narvai hídfő csatájában vesztette életét, amikor életével fizetett parancsnoka, Franz Griesbach gránátoktól való megvédéséért. Posztumusz megkapta a Vaskereszt Lovagkeresztjének (ezt már 1942-ben megkapta) tölgyfalombokkal díszített változatát.